# 蘇洵
蘇 洵（そ じゅん）は、中国北宋の文人で、唐宋八大家の一人。蘇軾・蘇轍の父。二子と共に三蘇と称せられ、また蘇軾を大蘇、蘇轍を小蘇というのに対して、老蘇と称せられる。
字は明允（めいいん）。老翁井という泉のそばに亭を結んだことから老泉と称された。

## 生涯
眉州眉山県（現在の四川省眉山市東坡区）の出身。唐の前期に眉州刺史を務めた蘇味道の次男の蘇份の末裔と称するが、蘇洵自ら書いた族譜でも蘇味道から蘇洵の曾祖父までのことは触れておらずはっきりとわからない。兄が二人おり、いずれも進士になっている。幼時から書を読んでいたが、すぐに学問はやめて無頼の仲間と交遊する。27歳で思うところあり学問を再開し、ついに六経百家の学に通じ、文章と書道の名人となる。至和・嘉祐年間（1054年 - 1063年）に蘇軾・蘇轍の二子を連れて都に行き、翰林学士であった欧陽脩に著書のうち「権書」「衡論」ほか22篇を献呈し、宰相の韓琦の計らいで舎人院に召されることになったが、病気を理由に辞退し、秘書省校書郎となる。後に太常寺の命を受け、覇州文安県主簿の禄を受け、陳州項城県令の姚闢とは、建隆（960年 - 963年）以来の礼書を編纂し、太常院革礼100巻の完成間もなくに没した。特に光禄寺丞を贈られる。

## 文と思想
その文章は真率にして気骨あり、先秦の風があるとも慕われ、一時は学者の模範とされた。経書を論ずるときも自己の常識から出発し、ことさらに聖人と覇者の区別をたてようとしなかった。「書論」では、周の武王が聖人ではなかったことを論じたように、儒家の因習を顧みなかった大胆さは、実用を重んじた欧陽脩や王安石も及ばなかったところである。なお、蘇洵は王安石が新法を実施するより以前に死去しているが、蘇洵の『弁姦論』が新法・旧法の争いの時代に「姦」が王安石のことであるとされて有名になった。
政治面では、北宋が契丹（遼）に歳幣を送って平和を購っていた習慣を姑息と判断し、内政を引き締め兵の規律を確立し、国家の安泰をはかるべきであると考えていた。

## 著書
- 『嘉祐集』15巻（『三蘇全集』本では20巻）
- 『諡法』3巻
- 『蘇老泉全集』20巻

### 訳注文献
- 『唐宋八大家文読本 四 蘇洵』 明治書院〈新釈漢文大系73〉、1989年。田森襄訳・乾一夫解説

## 参考
- 「故覇州文安県主簿蘇君墓誌銘」（『欧陽文忠公全集』75）
- 「文安先生墓表」（『楽全集』39）
- 『宋史』443
- 『宋元学案』99
- 「蘇洵を論ず」（山路愛山『支那思想史』補遺）